# Яроцька сільська рада
| Яроцька сільська рада — колишній орган місцевого самоврядування у Ужгородському районі Закарпатської області з адміністративним центром у с. Ярок. Сільській раді підпорядковані населені пункти: - с. Ярок - с. Стрипа |

## Склад ради
Рада складається з 16 депутатів та голови.

## Керівний склад сільської ради
| ПІБ                 | Основні відомості                                                 | Дата обрання | Дата звільнення |
| ------------------- | ----------------------------------------------------------------- | ------------ | --------------- |
| Рущак Марія Юріївна | Сільський голова, 1955 року народження, освіта, позапартійна      | 26.03.2006   | 31.10.2010      |
| Рущак Марія Юріївна | Сільський голова, 1955 року народження, освіта вища, позапартійна | 31.10.2010   |                 |

Примітка: таблиця складена за даними джерела